# Ioan Ciorănescu
Ioan Ciorănescu (după alte surse Ion) (n. 27 mai 1905, Moroeni, județul Dâmbovița – d. 18 octombrie 1926, Sibiu) a fost un poet și traducător român.

## Biografie
Ioan Ciorănescu a fost al doilea copil al familiei învățătorului Ion C. Ciorănescu din Moroeni. A mai avut alți șapte frați și surori: Nicolae Ciorănescu (1903-1957), matematician, Constantin Ciorănescu (1907 - 1949), inginer, Ecaterina Ciorănescu-Nenițescu (1909-2000), chimist, Alexandru Ciorănescu (1911-1999), lingvist, eseist, istoric și scriitor, Maria Ciorănescu (n. 1913), medic, Elena Ciorănescu (n. 1916) și George Ciorănescu (1918-1993), poet, traducător, prozator și jurnalist.
Obține bacalaureatul la București și se înscrie la Facultatea de Litere și Filosofie a Universității bucureștene. Moare la 21 de ani bolnav de tuberculoză.

## Operă
A debutat în reviste școlare și a publicat doar două volume în timpul scurtei vieți: 
- Povești în versuri (1925) și
- Prichindel. Chipuri și priveliști. Întâmplări și istorisiri (1925).

Ioan Ciorănescu este menționat de George Călinescu secțiunea „Tuberculoșii” a Istoriei literaturii române.
- Vestiri (1937), o ediție postumă ale versurilor lui Ioan Ciorănescu, a fost îngrijită de Tudor Vianu.